# Ali Mbaé Camara
Ali Mbaé Camara (ur. 13 kwietnia 1970 na Komorach) – komoryjski piłkarz, grający na pozycji pomocnika, trener piłkarski.

## Kariera piłkarska

### Kariera klubowa
Wychowanek RC Lens. W 1989 rozpoczął karierę piłkarską w Calais RUFC. Po trzech latach postanowił zakończyć występy piłkarskie.

## Kariera trenerska
W latach 2006–2007 prowadził reprezentacji Komorów.
W październiku 2011 ponownie został selekcjonerem reprezentacji Komorów. W grudniu 2013 podał się do dymisji.